# Loxoconcha anderseni
Loxoconcha anderseni is een mosselkreeftjessoort uit de familie van de Loxoconchidae. De wetenschappelijke naam van de soort is voor het eerst geldig gepubliceerd in 1953 door Puri.